# Symsagittifera roscoffensis
Symsagittifera roscoffensis (früher Convoluta roscoffensis, mit Schreibvariante Convoluta roscoffiensis) ist ein plattwurmähnlicher Organismus, der in enger Symbiose mit einer photosynthetisch aktiven Algenart (Tetraselmis convolutae, früher Platymonas convolutae) lebt.

## Beschreibung

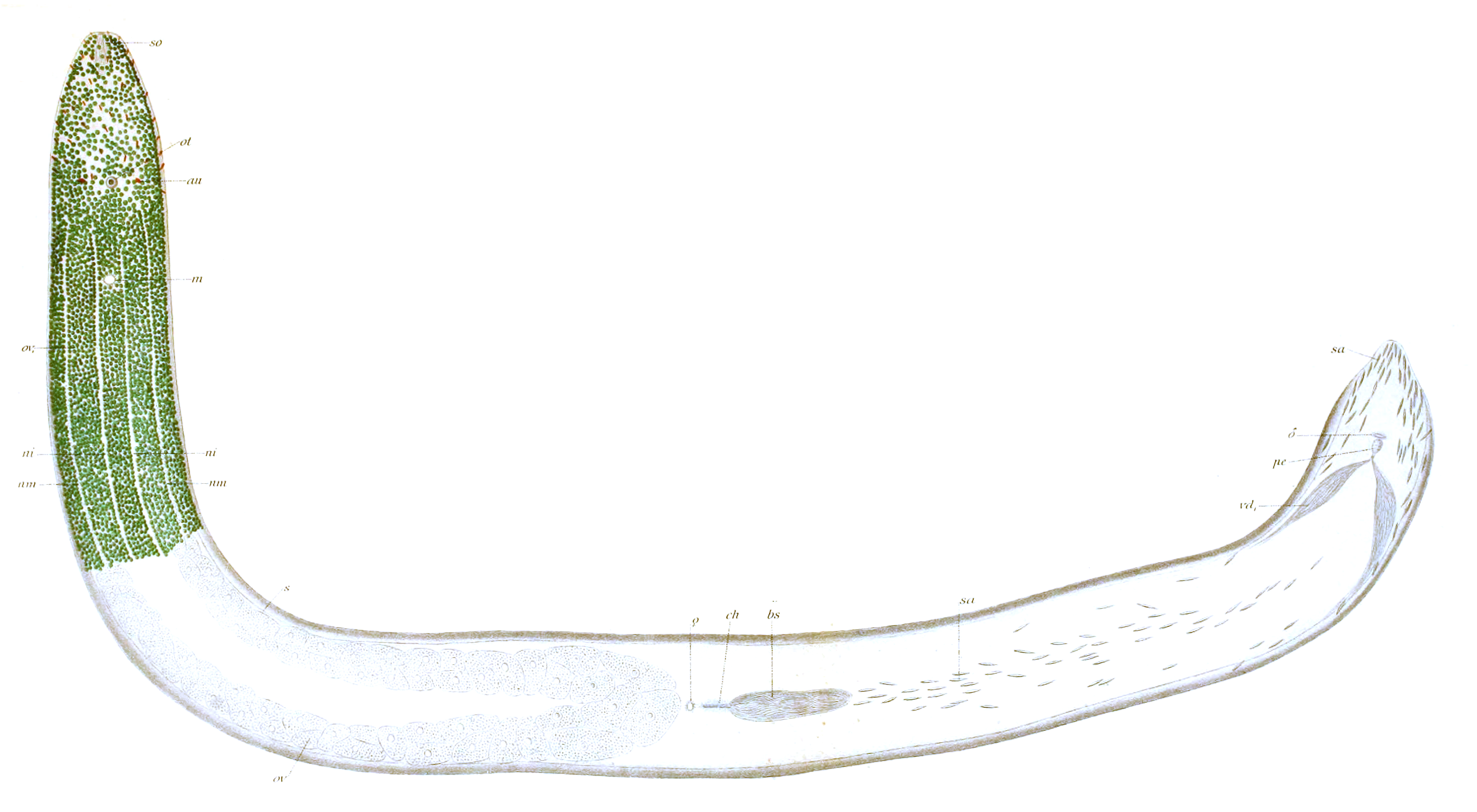
Symsagittifera roscoffensis, originale Zeichnung von Ludwig von Graff

Die Individuen von Symsagittifera roscoffensis sind länglich gekrümmte, hermaphroditische Acoela die eine Körperlänge von etwa 4 mm erreichen. Durch die Aufnahme symbiotischer Grünalgen werden die zuerst aposymbiotischen (Exemplare die keine Symbiosealgen besitzen), farblosen Jungtiere nach 10 bis 15 Tagen grün. Bis zu Millionen Tiere können Matten, angeordnet in mehr oder weniger diskreten Flecken, bilden. Der Darm der Tiere ist vollständig mit einem Zellverbund (Syncytium) gefüllt (ein Darmlumen fehlt), die Öffnung liegt auf der Bauchseite. Eine mit Mesoderm ausgekleidete Leibeshöhle (Coelom) ist nicht vorhanden. Ein Paar Augenflecken werden von Rhabdomeren gebildet. Die Bewegung erfolgt durch Zilien (Wimpern).
Graff beschrieb, dass er 100.000 Individuen mit einem Esslöffel abschöpfte. 2,5 bis 3 mm lange Tiere waren häufig, ein skizziertes Exemplar maß 4,15 mm in der Länge und 0,45 mm in der Breite.

## Verbreitung und Lebensraum
Die Art kommt an den Kanalküsten Südenglands und Nordfrankreichs sowie an der bretonischen Atlantikküste vor. (Das Artepitheton „roscoffensis“ bezieht sich auf die französische Stadt Roscoff in der Bretagne.)
Sie lebt in flachen, sandigen, geschützten Buchten. Vor allem in Gezeitentümpeln kann sie so häufig sein, dass sie das Wasser grün färbt.

## Ernährung
Juvenile Individuen nehmen die symbiotischen Algen auf, ohne sie zu verdauen. Der Übergang zum adulten Stadium ist mit einschneidenden anatomischen Veränderungen verbunden: Mundöffnung und Speiseröhre werden zurückgebildet, während die Algen sich in den Geweben des gesamten Wurmkörpers ausbreiten. In einem einzigen Individuum von S. roscoffensis konnten bis zu 25.000 einzelne Algen nachgewiesen werden. 
An der Atlantikküste Nordfrankreichs bildet S. roscoffensis zu Beginn der Ebbe grüne Ansammlungen auf dem Boden des Watts und damit gute Lichtverhältnisse für ihre Symbionten; bei beginnender Flut gräbt sie sich dann wieder in den Boden ein.
Adulte Individuen sind vollständig von der Ernährung durch die Algen abhängig. Diese versorgen sie mit Kohlenhydraten und Sauerstoff, im Gegenzug erhalten die Algen Stickstoffverbindungen.
S. roscoffensis ist somit ein schönes Beispiel für eine mutualistische Symbiose. Als ein möglicher Entwicklungsschritt hin zu einer echten Endosymbiose steht sie auch ganz im Einklang mit der Endosymbiontentheorie.
Dieser Umstand unterscheidet auch S. roscoffensis von anderen Arten der Familie Convolutidae wie Convoluta convoluta, die neben ihren Kieselalgen-Symbionten noch weitere Nahrung wie Muscheln und Ruderfußkrebse (Copepoda) benötigen.
Symsagittifera roscoffensis – früher Convoluta roscoffensis – und weitere frühere Concoluta-Arten wurden daher von dieser Gattung abgetrennt und hierher in die Gattung Symsagittifera verschoben.

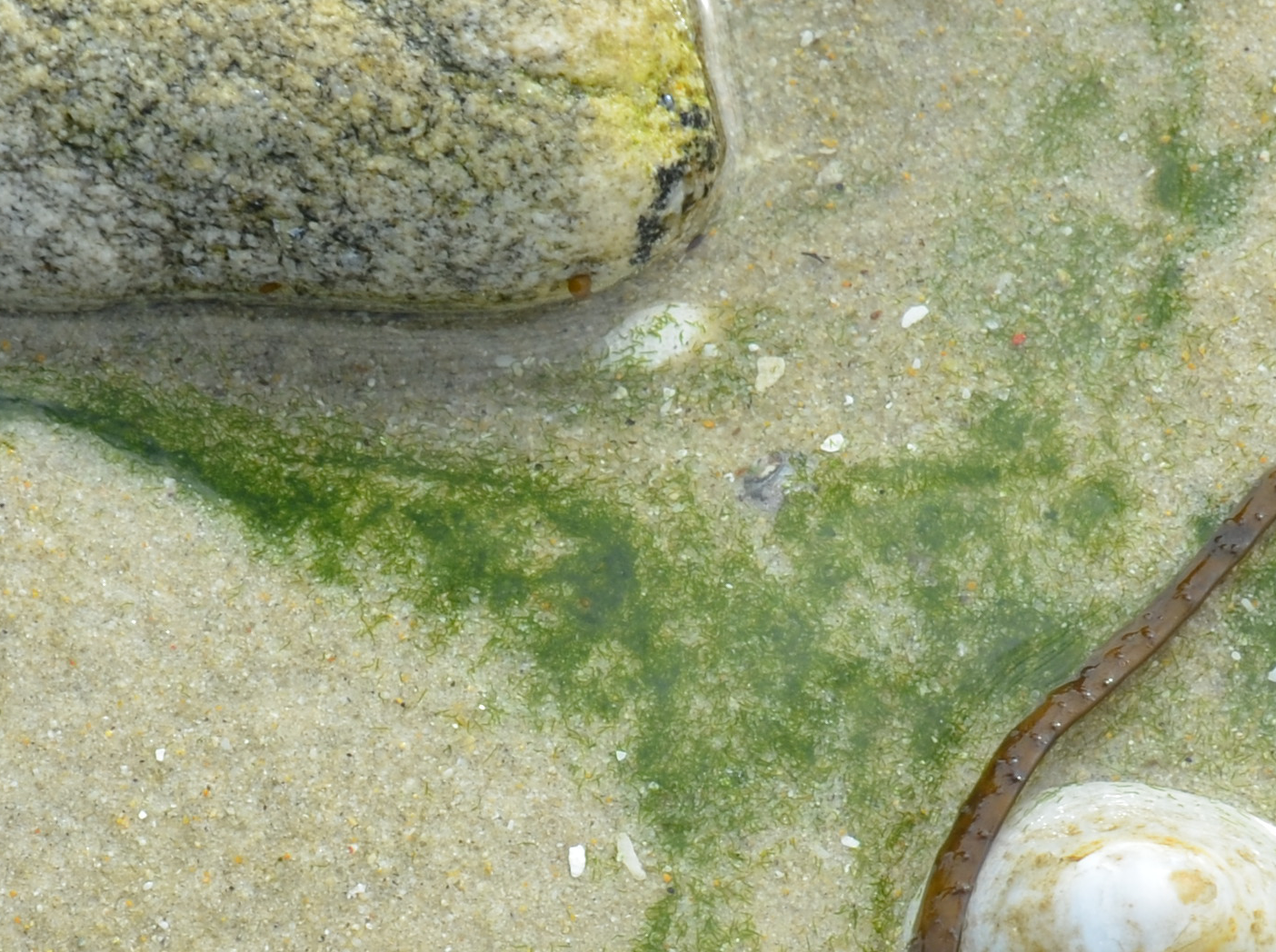
Symsagittifera roscoffensis in einem Gezeitentümpel.

## Äußere Systematik
Nach der Taxonomie des National Center for Biotechnology Information (NCBI) umfasst die Gattung Convoluta Kostenko & Mamkaev, 1990 u. a. folgende Mitglieder:
- Symsagittifera corsicae Gschwentner, Baric & Rieger, 2002
- Symsagittifera psammophila (Beklemischev, 1957) [Basionym: Convoluta psammophilum Beklemischev, 1957]
- Symsagittifera roscoffensis (Graff, 1891) [Basionym: Convoluta roscoffensis Graff, 1891]
- Symsagittifera schultzei (Schmidt, 1852) [Basionym: Convoluta schultzii Schmidt, 1852]
- Symsagittifera sp. 1-AH-2019
- Symsagittifera sp. 2-AH-2019